# Mingji Chujun
Mingji Chujun (chiń. 明極楚俊, pinyin Míngjí Chǔjùn; jap. Minki Soshun; kor. 명극초준 Myŏngguk Ch’ojuk; wiet. Minh Cực Sở Tuấn; ur. 1262, zm. 28 września 1336) – chiński mistrz chan frakcji yangqi szkoły linji, który działał także w Japonii.

## Życiorys
Urodził się w czasie panowania Południowej Dynastii Song (chiń. 南宋, 1127–1279) w mieście Ningbo (które nosiło wówczas nazwę Mingzhou) w prowincji Zhejiang. Był uczniem mistrza chan Gulina Qingmao (1262-1317), który poprzez swoich uczniów wpłynął na rozwój literatury systemu gozan w Japonii.
W lipcu 1329 roku udał się do Japonii w towarzystwie mistrza chan Zhuxiana Fanxiana (1292-1348) oraz licznych japońskich uczniów, wśród których byli Sesson Yūbai (1290-1346) i Getsurin Dōkyō (1293-1351). Jego patronem został cesarz Go-Daigo (後醍醐, pan. 1318-1339), który wyznaczył go opatem wielkiego klasztoru Nanzen.